# Эффект первого прохождения

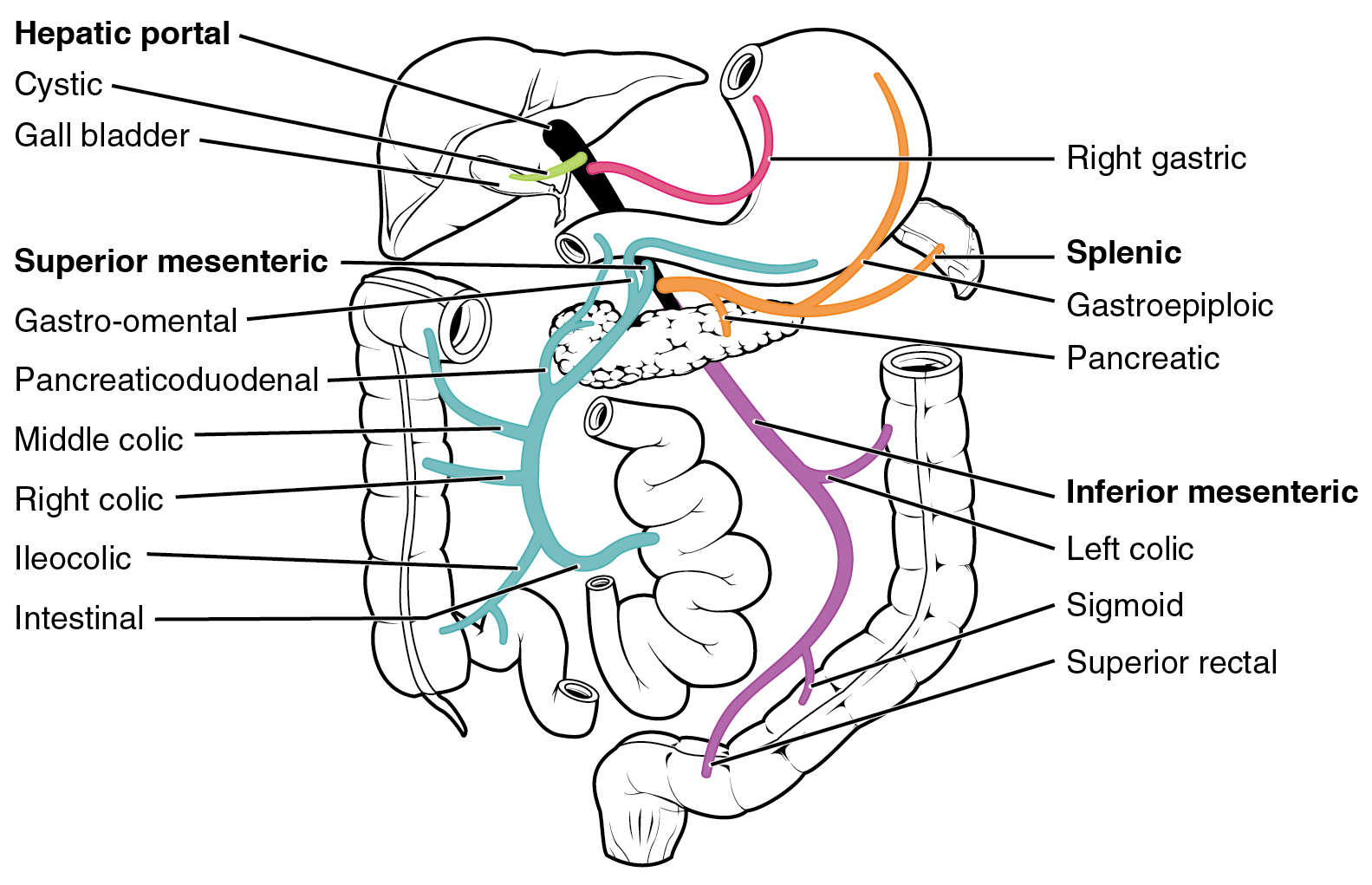
Иллюстрация, показывающая систему воротной вены печени.

Эффект первого прохождения (англ. First pass effect, также известный как метаболизм первого прохождения или пресистемный метаболизм) представляет собой явление метаболизма лекарств, при котором концентрация лекарства, особенно при пероральном введении, значительно снижается до того, как оно достигнет системного кровообращения. Часть лекарственного средства, потерянная в процессе всасывания, обычно связана со стенками печени и кишечника.
Известными препаратами, которые испытывают значительный эффект первого прохождения, являются бупренорфин, хлорпромазин, циметидин, диазепам, этанол (питьевой алкоголь), имипрамин, инсулин, лидокаин, мидазолам, морфин, петидин, пропранолол и тетрагидроканнабинол (ТГК). Напротив, эффективность некоторых лекарств усиливается: например, эффект ТГК — наиболее широко изученного активного ингредиента каннабиса — усиливается за счет превращения значительной части в 11-гидрокси-ТГК, что приводит к большей эффективности, чем исходный ТГК.
Метаболизм первого прохождения может происходить в печени (для пропранолола, лидокаина, клометиазола и НТГ) или в кишечнике (для бензилпенициллина и инсулина).
После проглатывания лекарство всасывается пищеварительной системой и попадает в портальную систему печени. Оно переносится через воротную вену в печень, прежде чем достигнет остальной части тела. Печень метаболизирует многие лекарства, иногда до такой степени, что лишь небольшое количество активного лекарства попадает из печени в остальную систему кровообращения. Таким образом, первое прохождение через печень может значительно снизить биодоступность препарата.
Примером препарата, у которого метаболизм первого прохождения является осложнением и недостатком, является противовирусный препарат Ремдесивир. Ремдесивир нельзя вводить перорально, потому что вся доза будет задерживаться в печени, при этом лишь небольшая часть достигнет системного кровообращения и не достигнет органов и клеток, пораженных, например, SARS-CoV-2. По этой причине Ремдесивир вводят внутривенно, минуя воротную вену. Однако значительная печеночная экстракция все ещё происходит из-за вторичного метаболизма, при котором часть венозной крови проходит через воротную вену печени и гепатоциты.
Четыре основные системы, влияющие на эффект первого прохождения лекарства, — это ферменты просвета желудочно-кишечного тракта, ферменты кишечной стенки, бактериальные ферменты и ферменты печени.
При разработке лекарств кандидаты в лекарства могут иметь хорошее сходство с лекарством, но не справляются с метаболизмом первого прохождения, потому что он биохимически селективен.
Альтернативные пути введения, такие как инсуффляция, суппозиторий, внутривенный, внутримышечный, ингаляционный аэрозоль, чрескожный или сублингвальный, позволяют избежать эффекта первого прохождения, поскольку они позволяют лекарственным средствам всасываться непосредственно в системный кровоток.
Препараты с высоким эффектом первого прохождения обычно имеют значительно более высокую пероральную дозу, чем сублингвальная или парентеральная доза. Существуют заметные индивидуальные различия в пероральной дозе из-за различий в степени метаболизма первого прохождения, часто среди нескольких других факторов.
Пероральная биодоступность многих уязвимых препаратов, по-видимому, повышена у пациентов с нарушенной функцией печени. Биодоступность также увеличивается, если одновременно вводится другой препарат, конкурирующий за ферменты метаболизма первого прохождения (например, пропранолол и хлорпромазин).

## Использованная литература
1. ↑  Rowland, Malcolm (January 1972). Influence of route of administration on drug availability. Journal of Pharmaceutical Sciences. 61 (1): 70–74. doi:10.1002/jps.2600610111. ISSN 0022-3549. PMID 5019220.
2. ↑  Pond, Susan M. (January 1984). First-Pass Elimination. Clinical Pharmacokinetics. 9 (1): 1–25. doi:10.2165/00003088-198409010-00001. ISSN 0312-5963. PMID 6362950.
3. ↑  Bath-Hextall, Fiona. Understanding First Pass Metabolism. University of Nottingham (16 октября 2013). Дата обращения: 26 октября 2017. Архивировано 28 июля 2021 года.
4. ↑  Yan, Victoria C. (2020). Advantages of the Parent Nucleoside GS-441524 over Remdesivir for Covid-19 Treatment. ACS Medicinal Chemistry Letters. 11 (7): 1361–1366. doi:10.1021/acsmedchemlett.0c00316. PMID 32665809.